# Импичмент: Американская история преступлений
«Импичмент: Американская история преступлений» (англ. Impeachment: American Crime Story) — третий сезон телесериала канала FX «Американская история преступлений», премьера которого состоялась 7 сентября 2021 года. Он рассказывает о скандале, связанном с отношениями между президентом США Биллом Клинтоном и Моникой Левински, и о попытке импичмента Клинтона. Литературной основой сценария стала книга Джеффри Тубина A Vast Conspiracy: The Real Story of the Sex Scandal That Nearly Brought Down a President («Крупный заговор: настоящая история секс-скандала, который почти сверг президента»). Главные роли сыграли Сара Полсон, Бини Фелдштейн, Аннали Эшфорд, Марго Мартиндейл, Эди Фалко, Клайв Оуэн.

## В ролях
Основной состав
- Сара Полсон — Линда Трипп[англ.]
- Бини Фелдштейн — Моника Левински
- Аннали Эшфорд — Пола Джонс
- Марго Мартиндейл — Люсьен Гольдберг[англ.]
- Эди Фалко — Хиллари Клинтон
- Клайв Оуэн — Билл Клинтон

Повторяющиеся роли
- Колин Хэнкс — Майк Эммик
- Коби Смолдерс — Энн Коултер
- Таран Киллам[англ.] — Стив Джонс
- Мира Сорвино — Марша Льюис
- Рэй Дон Чонг — Бетти Карри[англ.]
- Дэнни Джейкобс — Майкл Исикофф[англ.]
- Джордж Салазар[англ.] — Джордж Конвей[англ.]
- Джудит Лайт — Сьюзан Карпентер-Макмиллан
- Билли Айкнер — Мэтт Драдж[англ.]
- Кристофер Макдональд — Роберт С. Беннет[англ.]
- Джим Раш — Кенетт Бейкон[англ.]
- Блэр Андервуд — Вернон Джордан[англ.]
- Тедди Сирс — Джеймс А. Фишер
- Даррен Голдштейн — Джеки Беннетт
- Дэн Баккедал — Кеннет Старр
- Морган Питер Браун — Пол Розенцвейг
- Эшли Аткинсон[англ.] — Хуанита Броддрик[англ.]
- Линдси Брод[англ.] — Карин Иммергут[англ.]
- Алан Старзински — Бретт Кавано
- Фред Меламед[англ.] — Уильям Х. Гинзбург[англ.]
- Роб Браунштейн — Бернард Левински[англ.]
- Скотт Майкл Морган — Майк Маккарри[англ.]
- Патрик Фишлер — Сидни Блументаль[англ.]
- Джозеф Маццелло — Пол Бегала

Приглашённые актёры
- Элизабет Ризер — Кэтлин Уилли[англ.]
- Кевин Поллак — Бернард Нуссбаум[англ.]
- Джордж Х. Ксантис — Джордж Стефанопулос
- Сара Кэтрин Хук — Кэтрин Олдей Дэвис
- Ким Матула — Лора Ингрэм
- Ребекка Лоуман — Марша Скотт
- Крис Ригги[англ.] — Джейк Таппер
- Джиннетта Арнетт — Делмер Ли Корбин
- Ти Джей Тайн — Кирби Бере
- Тим Мартин Глисон[англ.] — Митчелл Эттингер
- Кара Луис — Беверли Ламберт
- Стюарт Скелтон — Джим Лерер
- Брент Секстон[англ.] — Дик Моррис[англ.]

## Список эпизодов
| № общий | № в сезоне | Название                                                          | Режиссёр              | Автор сценария                              | Дата премьеры    | Произв. код | Зрители в США (млн) |
| --- | ---------- | ----------------------------------------------------------------- | --------------------- | ------------------------------------------- | ---------------- | ----------- | ------------------- |
| 20 | 1          | «Изгнанницы» «Exiles»                                             | Райан Мёрфи           | Сара Берджесс                               | 7 сентября 2021  | 4WAX01      | 0,92                |
| В январе 1998 года Моника Левински получает приглашение на встречу с Линдой Трипп. Выясняется, что это ловушка, организованная агентами ФБР, которые сопровождают Левински в номер отеля для допроса сотрудниками Управления специального прокурора Соединенных Штатов. За пять лет до этого Трипп переводят на работу в Пентагон после самоубийства заместителя советника Белого дома Винса Фостера, о котором Трипп хочет написать книгу. Пола Джонс обвиняет президента США Билла Клинтона в непристойном поведении в бытность его губернатором Арканзаса и подаёт против него судебный иск о сексуальных домогательствах. В 1996 году Трипп знакомится с Левински, которую только что перевели из Белого дома в Пентагон, и узнаёт, что она встречается с важным человеком из Белого дома, но не догадывается, что речь идёт о Клинтоне. |            |                                                                   |                       |                                             |                  |             |                     |
| 21 | 2          | «Президент поцеловал меня» «The President Kissed Me»              | Майкл Аппендаль       | Сара Берджесс                               | 14 сентября 2021 | 4WAX02      | 0,69                |
| В ноябре 1995 года Левински является стажёром в Белом доме и узнаёт, что из-за приостановки работы правительства США будет переведена в Западное крыло. Она начинает свидания с Клинтоном, которые перерастают в сексуальные отношения после того, как она признаётся президенту в любви. В 1996 году Левински сообщает Трипп, что её «бойфренд» не выходит на связь. После переизбрания Клинтона Левински раскрывает правду о своём романе с президентом и его обещании вернуть её в Белый дом после выборов. Иск Джонс привлекает внимание консервативной феминистки Сьюзан Карпентер-Макмиллан, которая обещает ей помочь. В 1997 году к Трипп приходит журналист Newsweek Майкл Исикофф который надеется, что она сможет подтвердить обвинения бывшего волонтёра Кэтлин Уилли, подвергшейся сексуальным домогательствам со стороны президента. На прощанье Трипп намекает Исикоффу, что есть история покрупнее. |            |                                                                   |                       |                                             |                  |             |                     |
| 22 | 3          | «Не верится» «Not To Be Believed»                                 | Майкл Аппендаль       | Сара Берджесс                               | 21 сентября 2021 | 4WAX03      | 0,66                |
| Трипп продолжает общаться с Исикоффом и рассказывает ему о романе Левински с президентом. Джонс получает от адвокатов предложение о финансовой компенсации в 700 тысяч долларов. Отношения Клинтона и Левински прекращаются. |            |                                                                   |                       |                                             |                  |             |                     |
| 23 | 4          | «Телефонный час» «The Telephone Hour»                             | Лор де Клермон-Тоннер | Флора Бирнбаум                              | 28 сентября 2021 | 4WAX04      | 0,61                |
| В августе 1997 года Левински посещает Белый дом, рассчитывая вернуться на работу в Западное крыло, но ей не предлагают вакансий, и она разочаровывается как в Клинтоне, так и в его помощнице Бетти Карри. Левински постоянно звонит Трипп, чтобы обсудить президента; в конце концов Трипп рассказывает Люсьен Голдберг об этой интрижке, та предлагает ей записывать телефонные разговоры с Левински, чтобы получить доказательства. Левински знакомится с Верноном Джорданом, который должен устроить её на работу в Нью-Йорке. В гостях у Левински Трипп видит в гардеробной испачканное синее платье. Вскоре Трипп решает передать доказательства адвокатам Полы Джонс, которые в итоге вызывают Трипп в суд для дачи показаний. Клинтон узнаёт, что Левински тоже есть в списке свидетелей, и намеревается сообщить об этом жене. |            |                                                                   |                       |                                             |                  |             |                     |
| 24 | 5          | «Вы слышите то, что слышу я?» «Do You Hear What I Hear?»          | Лор де Клермон-Тоннер | Хэлли Файффер                               | 5 октября 2021   | 4WAX05      | 0,54                |
| В декабре 1997 года Левински готовится к переезду в Нью-Йорк. Узнав, что она намерена надеть на собеседование синее платье, Трипп убеждает её не отдавать платье в химчистку: это страховка на случай, если правда всплывёт. Во время разговора с Клинтоном Левински узнает, что она включена в список свидетелей по иску Полы. Президент советует ей обратиться к адвокату и дать письменные показания под присягой, она так и делает, солгав о своих отношениях с Клинтоном. Левински узнаёт, что Трипп вызвали в суд, и пытается убедить её лжесвидетельствовать. Та, боясь последствий, передаёт кассеты своему адвокату и узнаёт от него, что за самовольную запись разговоров с Левински ей могут осудить. Люсьен сообщает о плёнках Кену Старру и его команде обвинителей, которые организуют для Трипп прослушку. Трипп встречается с Левински, но у той появляются подозрения о прослушке. Команда Старра добивается от Левински необходимого признания. |            |                                                                   |                       |                                             |                  |             |                     |
| 25 | 6          | «Оцененный человек» «Man Handled»                                 | Райан Мёрфи           | Сара Берджесс                               | 12 октября 2021  | 4WAX06      | 0,55                |
| Повторяется открывающая сезон сцена, действие которой происходит в январе 1998 года. Трипп и агенты ФБР сопровождают Левински в номер отеля для допроса прокурорами и сотрудниками Старра. Левински узнаёт, что ей грозят 28 лет тюрьмы за ряд преступлений, включая дачу ложных показаний под присягой. Она отказывается сотрудничать со следствием, когда выясняется, что в этом случае ей придётся публично рассказать о сексуальных отношениях с президентом и позвонить Клинтону, Бетти и Вернону Джордану. Левински приходит в ужас, когда узнаёт, что Трипп записывала все их телефонные разговоры. Она хочет связаться с матерью и адвокатом, но от неё требуют немедленно принять решения о сделке с правосудием, так как на следующее утро Клинтон должен давать показания в суде. Левински объясняют, что её мать тоже может быть привлечена к ответственности. Для защиты Моники её отец Бернард Левински нанимает адвоката Билла Гинзбурга. Мать Моники приезжает в гостиницу и вместе с ней покидает номер, так как команда Старра не может письменно подтвердить полный иммунитет в обмен на показания против президента.                                                              |            |                                                                   |                       |                                             |                  |             |                     |
| 26 | 7          | «Убийство Моники Левински» «The Assassination of Monica Lewinsky» | Майкл Аппендаль       | Сара Берджесс, Флора Бирнбаум и Дэниэл Пирл | 19 октября 2021  | 4WAX07      | 0,61                |
| Клинтона вызывают для дачи показаний, он отрицает сексуальные домогательства в отношении Полы и Кэтлин Уилли и связь с Левински. Шокирующая история попадает на общенациональные телевизионные каналы, Левински и Трипп становятся объектом пристального внимания СМИ: первую обвиняют в преследовании Клинтона, вторую — в записи разговоров с Левински. Моника и Гинзбург в присутствии команды Старра подписывают соглашение об иммунитете в обмен на показания. Узнав, что Гинзбург выступает в новостях, стараясь обелить Левински, Старр со своей стороны отказывается подписывать этот документ. Клинтон отрицает отношения с Моникой во время совместной с женой пресс-конференции. |            |                                                                   |                       |                                             |                  |             |                     |
| 27 | 8          | «Поддержи своего мужчину» «Stand by Your Man»                     | Рэйчел Моррисон       | Флора Бирнбаум                              | 26 октября 2021  | 4WAX08      | 0,62                |
| В 1992 году Дженнифер Флауэрс публично заявляет, что 12 лет была любовницей Клинтона. Клинтон и его жена опровергают это в эфире программы «60 минут»; популярность Клинтона растёт, а поведение Хиллари подвергается жесткой критике. В январе 1998 года, рассказывая о скандале с Левински на «Today Show», Хилари говорит о том, что «обширный заговор правых» атакует её мужа, который баллотируется в президенты. Кен Старр планирует предъявить обвинения Монике, если она не будет сотрудничать со следствием; та отказывается от услуг Гинзбурга и заключает сделку о показаниях в обмен на неприкосновенность. В августе, после взрывов в посольствах США в Африке, Клинтон приказывает нанести ответный удар по Аль-Каиде. Позже он узнает, что Старр намерен вызвать его в суд, и признаётся Хиллари, что солгал о романе с Левински. Клинтон признаётся в «неподобающем интимном контакте», а затем выступает с телевизионным обращением к нации. Клинтоны покидают Вашингтон, чтобы отпраздновать день рождения Билла на острове Мартас-Винъярд, но Хиллари отказывается говорить с ним. Вернувшись в Вашингтон, президент узнает, что удар по террористам не принёс нужного результата. |            |                                                                   |                       |                                             |                  |             |                     |
| 28 | 9          | «Большое жюри» «The Grand Jury»                                   | Рэйчел Моррисон       | Сара Берджесс                               | 2 ноября 2021    | 4WAX09      | 0,59                |
| Левински даёт показания перед большим жюри, участники которого стыдят её, особенно критикуя приезд в Вашингтон и роман с женатым мужчиной. Со слезами на глазах она заявляет, что никто не заставлял её лгать об отношениях с президентом и что она сожалеет о произошедшем. Свои показания Левински заканчивает словами: «Я ненавижу Линду Трипп». Из-за негативного отношения прессы Трипп прячется в отеле, большое жюри критикует её за предательство Левински и запись телефонных разговоров. Джонс после прекращения её дела против Клинтона расстаётся со Стивом, который убеждён, что она всё-таки занималась сексом с президентом. Получив запись с признанием Левински в том, что президент возбуждал её, Старр обвиняет Клинтона в лжесвидетельстве и препятствовании правосудию. |            |                                                                   |                       |                                             |                  |             |                     |
| 29 | 10         | «Пустыня» «The Wilderness»                                        | Майкл Аппендаль       | Сара Берджесс                               | 9 ноября 2021    | 4WAX10      | 0,54                |
| В сентябре 1998 года выходит доклад Старра. СМИ наперегонки комментируют отношения Клинтона и Левински. Два месяца спустя, пытаясь подать иск против Пентагона, Трипп узнаёт, что в Мэриленде, где у неё нет неприкосновенности, ей предъявят обвинение из-за записи разговоров. Левински приходит в ужас, узнав, что плёнки будут обнародованы. Джонс, отчаявшись оплатить растущие судебные расходы, принимает предложение позировать для Penthouse, чем вызывает гнев консервативной аудитории. Палата представителей США голосует за импичмент Клинтона; появляются слухи о том, что в своё время Клинтон изнасиловал Хуаниту Бродерик, но Сенат его оправдывает. Телеканал NBC откладывает показ интервью, в котором Бродерик предъявляет обвинения Клинтону, и к моменту его выхода в эфир нация теряет интерес к этой истории. Биография Левински выходит в свет и получает исключительно благоприятные отзывы. |            |                                                                   |                       |                                             |                  |             |                     |

## Создание и оценки
Исполнительный продюсер проекта Райан Мёрфи стал ещё и режиссёром (вместе с Энтони Хемингуэем), а Монику Левински он уговорил стать одним из продюсеров.. Премьера сезона была запланирована на 27 сентября 2020 года, но позже её перенесли на 7 сентября 2021 год.
Сериал занял восьмое место по рейтингу среди всех сценариев кабельного шоу в 2021 году (сезон 2016 года об О.Дж. Симпсоне — пятое, сезон о Версаче 2018 года — восьмое). Согласно данным отложенного просмотра Nielsen, «Импичмент: Американская история преступлений» собирал в среднем 571 000 зрителей среди взрослых в возрасте до 50 лет («Убийство Джанни Версаче: Американская история преступлений» — 1,2 млн, сезон О. Дж. Симпсона — в среднем 3,9 млн).
На сайте-агрегаторе отзывов Rotten Tomatoes «Импичмент» получил рейтинг 69 % со средней оценкой 6,8 из 10. Рецензенты с этого ресурса констатируют, что авторы сезона не смогли определиться с основной тональностью при показе давних событий, но высоко оценивают игру Бини Фельдштейн и Сары Полсон. На сайте Metacritic сезон получил 61 балл из 100, что указывает на «в целом благоприятные отзывы»  .
Джеймс Джексон из The Times поставил «Импичменту» четыре звезды из пяти, назвав его «захватывающим» и похвалив актёрский состав. Люси Мэнган из The Guardian поставила такую же оценку, но признала сезон более слабым, чем предыдущий. По мнению Сьюзен Баттер из Evening Standard, «как образчик повествования он неотразим». Ещё один рецензент The Guardian Бенджамин Ли оценил «Импичмент» на три звезды из пяти со словами: «Временами шоу берёт на себя слишком много». Фиона Стерджес из Financial Times написала, что «повествование выдержано в мастерском темпе», а мелодраматизм, «хотя и отвлекает поначалу, становится всё более увлекательным по мере развития сюжета».
Келли Лоулер из USA Today поставила сезону две с половиной звезды из четырёх. По её мнению, в «Импичменте» «много ярких моментов, но они просто не сочетаются друг с другом с должным изяществом». Алан Сепинуолл из Rolling Stone оценил сезон на две звезды из пяти, отметив только «замечательное, глубоко сочувственное изображение Левински Бини Фельдштейн».